# 다시역
다시역(Dasi station, 多侍驛)은 전라남도 나주시 다시면 영동리에 있는 호남선의 철도역이다. 호남선 복선 전철화 사업에 따른 이설과 관계없이 역사는 2001년에 현 위치에서 신축만 하고 영업한다. 역 구내에 측선이나 지선이 하나도 없다는 특징이 있어, 화물 취급은 하지 않고 여객만 취급하고 있다.

## 역사
- 1931년 8월 1일 : 배치간이역으로 영업 개시[1]
- 1945년 2월 15일 : 화물 취급 개시[2]
- 1955년 6월 4일 : 구 역사 준공
- 1955년 9월 1일 : 보통역으로 승격[3]
- 1958년 10월 2일 : 역사 신축
- 1977년 5월 1일 : 화물 취급 중지[4]
- 1992년 6월 10일 : 소화물 취급 중지[5]
- 2001년 1월 1일 : 역사 신축과 함께 배치간이역으로 격하 (이설되지 않음)
- 2008년 1월 15일 : 무배치간이역으로 격하됨과 함께 위탁대매소 설치
- 2017년 1월 1일 : 무인역이 됨[6]

## 역 구조

### 승강장
| ↑ 나주 |
| \| ２  |
| 함평 ↓ |

| 1 | 호남선 | 용산 방면 |
| 2 | 호남선 | 목포 방면 |

## 인접한 역
이 역을 운행하는 열차는 주로 용산역/광주역/목포역을 기점으로 운행된다.
| 호남선                        | 호남선                 | 호남선                   |
| ----------------------------- | ---------------------- | ------------------------ |
| 나주 용산·광주 방면 부전 방면 | 무궁화호 호남선 경전선 | 함평 목포 방면 목포 방면 |